# Drepanoblemma incurvata
Drepanoblemma incurvata är en fjärilsart som beskrevs av William Schaus 1901. Drepanoblemma incurvata ingår i släktet Drepanoblemma och familjen nattflyn. Inga underarter finns listade i Catalogue of Life.